# Jackson Rondinelli
Jackson André Rondinelli de Oliveira , conhecido como Jackson Rondinelli (São Paulo, 20 de maio de 1994) é um saltador brasileiro. Ele competiu nos Jogos Olímpicos de Verão de 2016 no Rio de Janeiro na categoria de plataforma 10 m sincronizado ao lado de Hugo Parisi. A dupla terminou o confronto na oitava colocação.
Rondinelli iniciou sua carreira aos dezesseis anos e participou de sua primeira competição nacional em 2010. Em 2015, venceu o Troféu Brasil de Saltos Ornamentais. Nos anos seguintes, voltou a participar do evento.